# París-Chauny
La París-Chauny es una carrera ciclista de un día que se disputa en el mes de julio. Se creó en 1980 como carrera amateur, siendo de esta categoría hasta 2014. En 2015 pasó a formar parte del UCI Europe Tour, dentro de la categoría 1.2 (última categoría de estos circuitos). En 2018 ascendió a la categoría 1.1.

## Palmarés
| Año                               | Ganador               | Segundo                | Tercero             |
| --------------------------------- | --------------------- | ---------------------- | ------------------- |
| ediciones amateur                 |                       |                        |                     |
| 1980                              | Guy Bricnet           | André Fossé            | Patrice Collinet    |
| 1981                              | Patrice Collinet      | Jean-Marc Follet       | Bernard Stoessel    |
| 1982                              | Claude Saelen         | Bernard Stoessel       | Philippe Miotti     |
| 1983                              | Piers Hewitt          | Ian Manson             | Franck Pineau       |
| 1984                              | Claude Carlin         | Philippe Tesnière      | Jean-Luc Braillon   |
| 1985                              | Thierry Casas         | Rusty Lopez            | Daniel Maquet       |
| 1986                              | Laurent Masson        | Philippe Brenner       | Patrice Malard      |
| 1987                              | Marc Meilleur         | Marc Poncel            | Didier Champion     |
| 1988                              | Greg Oravetz          | Jean-Marie Corteggiani | Lawrence Roche      |
| 1989                              | Philippe Lauraire     | Claude Carlin          | Jean-Cyril Robin    |
| 1990                              | Olaf Lurvik           | Laurent Eudeline       | Jacques Dutailly    |
| 1991                              | John Hugues           | Matt Newberry          | Paul Slane          |
| 1992                              | Adam Szafron          | Czesław Rajch          | Bruno Thibout       |
| 1993                              | Frédéric Pontier      | Emmanuel Mallet        | Ludovic Auger       |
| 1994                              | Gordon Fraser         | Edouard Terrier        | Frédéric Gabriel    |
| 1995                              | Franck Morelle        | Jean-Claude Thilloy    | Jérôme Leroyer      |
| 1996                              | Jean-François Lafille | Hervé Henriet          | Vicent Templier     |
| 1997                              | Florent Brard         | Vincent Klaes          | Arnaud Auguste      |
| 1998                              | Jean-Michel Thilloy   | Mickaël Fouliard       | Vicent Templier     |
| 1999                              | Franck Morelle        | Stéphane Augé          | Jean-Claude Thilloy |
| 2000                              | Miika Hietanen        | Mickael Olejnik        | Sylvain Lajoie      |
| 2001                              | Christophe Guillome   | Tony Cavet             | Cédric Loué         |
| 2002                              | Aleksei Levdanski     | Mickaël Buffaz         | Shinichi Fukushima  |
| 2003                              | Pascal Carlot         | David Pagnier          | Stéphane Pétilleau  |
| 2004-2005 ediciones no realizadas |                       |                        |                     |
| 2006                              | Guillaume Lejeune     | Franck Charrier        | Thomas Nosari       |
| 2007                              | Tomasz Smoleń         | Mateusz Taciak         | Kévin Lalouette     |
| 2008                              | Tony Cavet            | Martial Locatelli      | Mateusz Taciak      |
| 2009                              | Benoît Daeninck       | Sander Maasing         | Guillaume Malle     |
| 2010 edición no realizada         |                       |                        |                     |
| 2011                              | Grégory Barteau       | Mickael Olejnik        | Émilien Clère       |
| 2012                              | Gert Jõeäär           | Jimmy Turgis           | Benoît Sinner       |
| 2013                              | Benoît Daeninck       | Yann Guyot             | Simon Pellaud       |
| 2014                              | Marc Sarreau          | Marc Fournier          | Flavien Dassonville |
| ediciones profesionales           |                       |                        |                     |
| 2015                              | Maxime Vantomme       | Ronan Racault          | Alberto Cecchin     |
| 2016                              | Dieter Bouvry         | Anthony Giacoppo       | Kévin Le Cunff      |
| 2017                              | Thomas Boudat         | Grégory Habeaux        | Anthony Turgis      |
| 2018                              | Ramon Sinkeldam       | Dion Smith             | Quentin Jauregui    |
| 2019                              | Anthony Turgis        | Robin Carpenter        | Nans Peters         |
| 2020                              | Nacer Bouhanni        | Alexander Krieger      | Danny van Poppel    |
| 2021                              | Jasper Philipsen      | Alberto Dainese        | Andrea Pasqualon    |
| 2022                              | Simone Consonni       | Dylan Groenewegen      | Jason Tesson        |
| 2023                              | Jasper Philipsen      | Jason Tesson           | Paul Penhoët        |
| 2024                              | Arnaud Démare         | Paul Penhoët           | Milan Fretin        |
| 2025                              |                       |                        |                     |

## Palmarés por países
| País           | Victorias |
| -------------- | --------- |
| Francia        | 26        |
| Bélgica        | 4         |
| Reino Unido    | 2         |
| Polonia        | 2         |
| Noruega        | 1         |
| Estados Unidos | 1         |
| Bielorrusia    | 1         |
| Estonia        | 1         |
| Canadá         | 1         |
| Finlandia      | 1         |
| Países Bajos   | 1         |
| Italia         | 1         |